# Jacques Spiesser

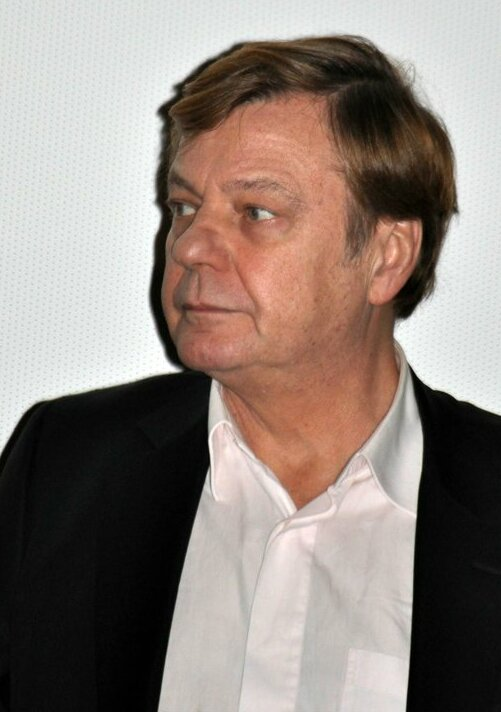
Jacques Spiesser (2010)

Jacques Spiesser (* 7. Juni 1947 in Angers, Frankreich) ist ein französischer Schauspieler.

## Biografie
Jacques Spiesser schloss 1972 sein Schauspielstudium am Conservatoire national supérieur d’art dramatique in Paris ab. Noch im selben Jahr debütierte er an der Seite von Isabelle Adjani und Nathalie Baye in der von Nina Companéez inszenierten Liebeskomödie Faustine et le bel été auf der Leinwand. Er konnte sich als Schauspieler etablieren und spielte fortan sowohl am Theater, darunter am Théâtre National de l’Odéon und dem Théâtre des Variétés in Paris und dem Théâtre des Célestins in Lyon, als auch beim Film. So war er bis heute in Kinofilmen wie Sehnsucht nach Afrika, Die drei Musketiere und zuletzt in Barfuß auf Nacktschnecken zu sehen, sowie seit 1974 in einer Vielzahl von Fernsehproduktionen.

## Filmografie (Auswahl)
- 1972: Faustine et le bel été
- 1973: Die tollen Charlots – Wo die grünen Nudeln fliegen (Le grand bazar)
- 1973: Kommando R.A.S. (R.A.S.)
- 1974: Un homme qui dort
- 1974: Die Ohrfeige (La gifle)
- 1974: Stavisky
- 1975: Sondertribunal – Jeder kämpft für sich allein (Section spéciale)
- 1976: Im Scheinwerferlicht (Lumière)
- 1976: Sehnsucht nach Afrika (La Victoire en chantant)
- 1977: Der Richter, den sie Sheriff nannten (Le juge Fayard, dit Le Shériff)
- 1978: Herzflimmern in St. Tropez (L’amant de poche)
- 1982: Eine Frau wie ein Fisch (La truite)
- 1988: Liebe ist kein Beweis (Preuve d’amour)
- 1989: Bell mir das Lied vom Tod (Baxter)
- 1989: Mistkerle (Peaux de vaches)
- 1993: Alles für die Liebe (Tout ça... pour ça!)
- 1993: Die Affäre Seznec (L’affaire Seznec)
- 1995: Ein Hof in der Provence (Le mas Théotime)
- 1999: Rembrandt
- 1999: Die Seele der Puppe (Dessine-moi un jouet)
- 2001: Schnee von gestern (De l’histoire ancienne)
- 2002: La Crim’ (Fernsehserie, 1 Folge)
- 2002, 2004: Kommissar Navarro (Navarro, Fernsehserie, 1 Folge)
- 2005: Die drei Musketiere (D’Artagnan et les trois mousquetaires)
- 2006: Liebe um jeden Preis (Hors de prix)
- 2006: Mein bester Freund (Mon meilleur ami)
- 2006: Julie Lescaut (Fernsehserie, 1 Folge)
- 2007: Ali Baba und die 40 Räuber (Ali Baba et les 40 voleurs, Fernsehzweiteiler)
- 2008: Ein Mann und sein Hund (Un homme et son chien)
- 2008: Die Jahrhundertlawine (Fernsehfilm)
- 2009: Bei Einbruch der Nacht (L'homme à l'envers, Teil einer Fred-Vargas-Fernsehkrimireihe)
- 2010: Barfuß auf Nacktschnecken (Pieds nus sur les limaces)
- 2010: Ein Sommer auf der Seine (La blonde aux seins nus)
- 2014: 137 Karat – Ein fast perfekter Coup (Le dernier diamant)